# Crocanthemum brasiliensis
Crocanthemum brasiliensis är en solvändeväxtart som beskrevs av Édouard Spach. Crocanthemum brasiliensis ingår i släktet Crocanthemum och familjen solvändeväxter. Inga underarter finns listade i Catalogue of Life.